# 阿姆特瓦克森堡
阿姆特瓦克森堡（德語：Amt Wachsenburg，發音：[amt ˈvaksn̩ˌbʊʁk]）是德国图林根州伊尔姆县的市镇，面积77.63平方千米，2023年12月31日人口为7,967人。该市镇于2012年12月31日由市镇瓦克森堡格迈恩德和伊希特斯豪森合并而成。2019年1月1日，市镇基希海姆并入阿姆特瓦克森堡。2019年12月31日，市镇罗克豪森并入阿姆特瓦克森堡。